# Fibonacci-Folge

Kachelmuster aus Quadraten, deren Kantenlängen der Fibonacci-Folge entsprechen

Angenäherte Goldene Spirale, konstruiert mit Viertelkreisen. Das Verhältnis der aufeinander folgenden Radien ist das der aufeinander folgenden Fibonacci-Zahlen (Φ bei der Goldenen Spirale).

In Anlehnung an den Pythagoras-Baum lassen sich die Fibonacci-Zahlen auch spiralförmig als Flächenmaßzahlen von Katheten- und Hypotenusenquadraten darstellen.

Die ersten Folgenglieder der Fibonacci-Folge

Die Fibonacci-Folge ist die unendliche Folge natürlicher Zahlen, die mit zweimal der Zahl 1 beginnt und bei der jede weitere Zahl die Summe der beiden ihr vorangehenden Zahlen ist. In moderner Schreibweise wird diese Folge zusätzlich mit einer führenden Zahl 0 versehen:
| 0, 1, 1, 2, 3, 5, 8, 13, 21, 34, 55 … |

Die darin enthaltenen Zahlen heißen Fibonacci-Zahlen. Benannt ist die Folge nach Leonardo Fibonacci, der damit im Jahr 1202 das Wachstum einer Kaninchenpopulation beschrieb. Die Folge war aber schon in der Antike sowohl den Griechen als auch den Indern bekannt.
Weitere Untersuchungen zeigten, dass die Fibonacci-Folge auch noch zahlreiche andere Wachstumsvorgänge in der Natur beschreibt. Es scheint, als sei sie eine Art Wachstumsmuster in der Natur.
Die Fibonacci-Zahlen weisen einige bemerkenswerte mathematische Besonderheiten auf:
- Aufgrund der Beziehung zur vorherigen und zur folgenden Zahl scheint Wachstum in der Natur einem Additionsgesetz zu folgen.
- Je weiter man in der Folge fortschreitet, desto mehr nähert sich der Quotient aufeinanderfolgender Fibonacci-Zahlen dem Teilungsverhältnis des Goldenen Schnittes {\displaystyle \Phi =1{,}6180\ldots } (beispielsweise 13:8 = 1,6250; 21:13 ≈ 1,6154; 34:21 ≈ 1,6190; 55:34 ≈ 1,6176; etc.). Diese Näherung ist alternierend, d. h., die Quotienten sind abwechselnd kleiner und größer als {\displaystyle \Phi }.[4]

## Definition der Fibonacci-Folge
Die Fibonacci-Folge {\displaystyle f_{1},\,f_{2},\,f_{3},\ldots } ist durch das rekursive Bildungsgesetz
{\displaystyle f_{n}=f_{n-1}+f_{n-2}}   für   {\displaystyle n\geq 3}
mit den Anfangswerten
{\displaystyle f_{1}=f_{2}=1}
definiert.
Das bedeutet in Worten:
- Für die beiden ersten Zahlen wird der Wert {\displaystyle 1} vorgegeben.
- Jede weitere Zahl ist die Summe ihrer beiden Vorgänger in der Folge.

Daraus ergibt sich:
| 1  | 1  | 11 | 89    | 21 | 10 946  | 31 | 1 346 269   | 41 | 165 580 141    |
| 2  | 1  | 12 | 144   | 22 | 17 711  | 32 | 2 178 309   | 42 | 267 914 296    |
| 3  | 2  | 13 | 233   | 23 | 28 657  | 33 | 3 524 578   | 43 | 433 494 437    |
| 4  | 3  | 14 | 377   | 24 | 46 368  | 34 | 5 702 887   | 44 | 701 408 733    |
| 5  | 5  | 15 | 610   | 25 | 75 025  | 35 | 9 227 465   | 45 | 1 134 903 170  |
| 6  | 8  | 16 | 987   | 26 | 121 393 | 36 | 14 930 352  | 46 | 1 836 311 903  |
| 7  | 13 | 17 | 1 597 | 27 | 196 418 | 37 | 24 157 817  | 47 | 2 971 215 073  |
| 8  | 21 | 18 | 2 584 | 28 | 317 811 | 38 | 39 088 169  | 48 | 4 807 526 976  |
| 9  | 34 | 19 | 4 181 | 29 | 514 229 | 39 | 63 245 986  | 49 | 7 778 742 049  |
| 10 | 55 | 20 | 6 765 | 30 | 832 040 | 40 | 102 334 155 | 50 | 12 586 269 025 |
Aus der Forderung, dass die Rekursion
{\displaystyle f_{n}=f_{n-1}+f_{n-2}}
auch für ganze Zahlen {\displaystyle n\leq 2} gelten soll, erhält man eine eindeutige Fortsetzung auf den Index 0 und auf negative Indizes. Es gilt:
{\displaystyle f_{0}=0}
{\displaystyle f_{-n}=(-1)^{n+1}f_{n}} für alle {\displaystyle n>0}
Die so erweiterte Fibonacci-Folge lautet dann
|                         | {\displaystyle f_{-7}} | {\displaystyle f_{-6}} | {\displaystyle f_{-5}} | {\displaystyle f_{-4}} | {\displaystyle f_{-3}} | {\displaystyle f_{-2}} | {\displaystyle f_{-1}} | {\displaystyle f_{0}} | {\displaystyle f_{1}} | {\displaystyle f_{2}} | {\displaystyle f_{3}} | {\displaystyle f_{4}} | {\displaystyle f_{5}} | {\displaystyle f_{6}} | {\displaystyle f_{7}} |                         |
| {\displaystyle \dotsb } | 13                     | −8                     | 5                      | −3                     | 2                      | −1                     | 1                      | 0                     | 1                     | 1                     | 2                     | 3                     | 5                     | 8                     | 13                    | {\displaystyle \dotsb } |
und heißt Folge der negaFibonacci-Zahlen.
Darüber hinaus ist eine Verallgemeinerung der Fibonacci-Zahlen auf komplexe Zahlen, proendliche Zahlen und auf Vektorräume möglich.

## Eigenschaften
Zu den zahlreichen bemerkenswerten Eigenschaften der Fibonacci-Zahlen gehört, dass sie dem Benfordschen Gesetz genügen.

### Näherung an den Goldenen Schnitt
Wie von Johannes Kepler festgestellt wurde, kommen die Quotienten zweier aufeinanderfolgender Fibonacci-Zahlen dem Goldenen Schnitt
{\displaystyle \Phi :={\frac {1+{\sqrt {5}}}{2}}\approx 1{,}6180}
beliebig nahe. Dies folgt unmittelbar aus der Näherungsformel für große Zahlen {\displaystyle n}:
{\displaystyle \lim _{n\to \infty }{\frac {f_{n+1}}{f_{n}}}=\lim _{n\to \infty }{\Phi ^{n+1} \over \Phi ^{n}}=\Phi }
Diese Quotienten zweier aufeinanderfolgender Fibonacci-Zahlen haben eine bemerkenswerte Kettenbruchdarstellung:
{\displaystyle {\frac {1}{1}}=1\qquad {\frac {2}{1}}=1+{\frac {1}{1}}=[1;1]\qquad {\frac {3}{2}}=1+{\frac {1}{1+{\frac {1}{1}}}}=[1;1,1]\qquad {\frac {5}{3}}=1+{\frac {1}{1+{\frac {1}{1+{\frac {1}{1}}}}}}=[1;1,1,1]}
mit der {\displaystyle [\,;\,]}-Notation aus dem Artikel Kettenbruch.
Da diese Quotienten gegen den Goldenen Schnitt konvergieren, lässt sich dieser als der unendliche periodische Kettenbruch darstellen:
{\displaystyle \Phi =1+{\cfrac {1}{1+{\cfrac {1}{1+{\cfrac {1}{1+{\cfrac {1}{\;\,\ddots }}}}}}}}=[1;{\overline {1}}]}
Die Zahl {\displaystyle \Phi } ist irrational. Das bedeutet, dass sie sich nicht durch ein Verhältnis zweier ganzer Zahlen darstellen lässt. Am besten lässt sich {\displaystyle \Phi } durch Quotienten zweier aufeinanderfolgender Fibonacci-Zahlen approximieren. Dies gilt auch für verallgemeinerte Fibonaccifolgen, bei denen {\displaystyle f_{0}} und {\displaystyle f_{1}} beliebige natürliche Zahlen annehmen.

### Beziehungen zwischen den Folgengliedern
Identitäten:
- {\displaystyle f_{m+n}=f_{n+1}\;f_{m}+f_{n}\;f_{m-1}}
- {\displaystyle f_{m+n}=f_{n}\;L_{m}+(-1)^{m+1}\;f_{n-m}} mit der Lucas-Folge {\displaystyle L_{m}=f_{m+1}+\;f_{m-1}=\Phi ^{m}+\Psi ^{m}} (mit {\displaystyle \Psi :=1-\Phi }), insbesondere:
- {\displaystyle f_{2n}=f_{n}\;L_{n}=f_{n}\;(f_{n+1}+f_{n-1})}
- {\displaystyle f_{2n+1}=f_{n}^{2}+f_{n+1}^{2}}
- {\displaystyle f_{n}^{2}-f_{n+k}\;f_{n-k}=(-1)^{n-k}f_{k}^{2}} (Identität von Catalan)
- {\displaystyle f_{n+1}\;f_{n-1}-f_{n}^{2}=(-1)^{n}} (Identität von Cassini, Spezialfall der Catalan-Identität)
- {\displaystyle f_{m}\;f_{n+1}-f_{n}\;f_{m+1}=(-1)^{n}f_{m-n}} (Identität von d’Ocagne)

Teilbarkeit:
- {\displaystyle \operatorname {ggT} (f_{m},f_{n})=f_{\operatorname {ggT} (m,n)}}
- Je zwei benachbarte Fibonaccizahlen sind teilerfremd, d. h. {\displaystyle \operatorname {ggT} (f_{n},f_{n+1})=1}.[Anm 2]
- {\displaystyle m\mid n\Rightarrow f_{m}\mid f_{n}}; für {\displaystyle m>2} gilt auch die Umkehrung. Insbesondere kann {\displaystyle f_{n}} für {\displaystyle n>4} nur dann eine Primzahl sein, wenn {\displaystyle n} eine Primzahl ist.
- {\displaystyle 2\mid f_{n}\Leftrightarrow 3\mid n} (Genau jede dritte Fibonacci-Zahl ist durch 2 teilbar.)
- {\displaystyle 3\mid f_{n}\Leftrightarrow 4\mid n} (Genau jede vierte Fibonacci-Zahl ist durch 3 teilbar.)
- {\displaystyle 4\mid f_{n}\Leftrightarrow 6\mid n} (Genau jede sechste Fibonacci-Zahl ist durch 4 teilbar.)
- {\displaystyle 5\mid f_{n}\Leftrightarrow 5\mid n} (Genau jede fünfte Fibonacci-Zahl ist durch 5 teilbar.)
- {\displaystyle 7\mid f_{n}\Leftrightarrow 8\mid n} (Genau jede achte Fibonacci-Zahl ist durch 7 teilbar.)
- {\displaystyle 16\mid f_{n}\Leftrightarrow 12\mid n} (Genau jede zwölfte Fibonacci-Zahl ist durch 16 teilbar.)[8]

Für die Teilbarkeit durch Primzahlen {\displaystyle p} gilt unter Verwendung des Jacobi-Symbols:
- {\displaystyle p\mid f_{p-1}\Leftrightarrow \left({\frac {5}{p}}\right)=1}
- {\displaystyle p\mid f_{p+1}\Leftrightarrow \left({\frac {5}{p}}\right)=-1}

Summenformeln:
- {\displaystyle \sum _{i=0}^{n}f_{i}=f_{n+2}-1}
- {\displaystyle \sum _{i=1}^{2n}(-1)^{i-1}\;f_{i}=-f_{2n-1}+1}
- {\displaystyle \sum _{i=1}^{2n+1}(-1)^{i-1}\;f_{i}=f_{2n}+1}
- {\displaystyle \sum _{i=1}^{n}f_{i}^{2}=f_{n}\;f_{n+1}}
- {\displaystyle \sum _{i=1}^{n}f_{2i-1}=f_{2n}}
- {\displaystyle \sum _{i=1}^{n}f_{2i}=f_{2n+1}-1}
- {\displaystyle \sum _{i=0}^{n}{\binom {n}{i}}f_{i}=f_{2n}}
- {\displaystyle \sum _{i=0}^{n}{\binom {n-i}{i}}=f_{n+1}}

Summenformel für negative Indizes:
- {\displaystyle \sum _{i=0}^{n}f_{-i}=1-f_{-(n-1)}}

Es gibt noch zahlreiche weitere derartige Formeln.
Reziproke:
- {\displaystyle {\frac {1}{f_{2n}}}={\sqrt {5}}\,\left({\frac {\Psi ^{2n}}{1-\Psi ^{2n}}}-{\frac {\Psi ^{4n}}{1-\Psi ^{4n}}}\right)}[10]

### Zeckendorf-Theorem
Das nach Edouard Zeckendorf benannte Zeckendorf-Theorem besagt, dass jede natürliche Zahl {\displaystyle n>0} eindeutig als Summe voneinander verschiedener, nicht direkt aufeinanderfolgender Fibonacci-Zahlen {\displaystyle f_{i}} geschrieben werden kann.
Das heißt, es gibt für jedes {\displaystyle n\in \mathbb {N} ,n>0} eine eindeutige Darstellung der Form
{\displaystyle n=\sum _{i=2}^{k}c_{i}f_{i}} mit {\displaystyle c_{i}\in \{0,1\}} und {\displaystyle c_{i}c_{i+1}=0} für alle {\displaystyle i}.
Die entstehende Folge {\displaystyle \left(c_{i}\right)_{i\in 2+\mathbb {N} _{0}}} von Nullen und Einsen wird Zeckendorf-Sequenz genannt. Sehr eng hängt damit der Fibonacci-Kode zusammen.

## Berechnung

### Formel von Moivre-Binet
Das explizite Bildungsgesetz für die Glieder der Fibonacci-Folge wurde unabhängig voneinander von den französischen Mathematikern Abraham de Moivre im Jahr 1718 und Jacques Philippe Marie Binet im Jahr 1843 entdeckt. Dazwischen war es aber auch den Mathematikern Leonhard Euler und Daniel Bernoulli bekannt, Letzterer lieferte 1728 auch den vermutlich ersten Beweis.
Die Fibonacci-Zahlen lassen sich direkt mittels
{\displaystyle f_{n}={\frac {\Phi ^{n}-\Psi ^{n}}{\Phi -\Psi }},\qquad n\in \mathbb {Z} }
berechnen, wobei {\displaystyle \Phi ,\Psi } die beiden Lösungen der charakteristischen Gleichung {\displaystyle x^{2}-x-1=0} sind. Mit
{\displaystyle \Phi ={\frac {1+{\sqrt {5}}}{2}}}
{\displaystyle \Psi =1-\Phi ={\frac {1-{\sqrt {5}}}{2}}=-\Phi ^{-1}}
gilt explizit:
{\displaystyle f_{n}={\frac {\Phi ^{n}-\Psi ^{n}}{\sqrt {5}}}={\frac {1}{\sqrt {5}}}\left(\left({\frac {1+{\sqrt {5}}}{2}}\right)^{n}-\left({\frac {1-{\sqrt {5}}}{2}}\right)^{n}\right)}
Bemerkenswert ist das Zusammenspiel zweier irrationaler Zahlen {\displaystyle \Phi } und {\displaystyle \Psi }, das zu einem ganzzahligen Ergebnis führt.

#### Näherungsformel für große Zahlen
Der Einfluss von {\displaystyle \Psi } geht rasch gegen Null, bspw. ist {\displaystyle -\Psi /{\sqrt {5}}\approx +0{,}276}. Das kann man verwenden, um die Berechnung abzukürzen, indem man die kleine Zahl {\displaystyle -\Psi ^{n}/{\sqrt {5}}} einfach weglässt und das noch verbleibende {\displaystyle \Phi ^{n}/{\sqrt {5}}=\left({\frac {1+{\sqrt {5}}}{2}}\right)^{n}/{\sqrt {5}}} kaufmännisch zur nächst gelegenen ganzen Zahl rundet. Mit Hilfe der Gaußschen Abrundungsfunktion {\displaystyle \lfloor \,\cdot \,\rfloor } lässt sich das so formalisieren:
{\displaystyle f_{n}={\Bigg \lfloor }{\frac {1}{\sqrt {5}}}\left({\frac {1+{\sqrt {5}}}{2}}\right)^{n}+{\frac {1}{2}}{\Bigg \rfloor }} für alle {\displaystyle n\geq 0}

#### Induktiver Beweis
Einer der einfachsten Beweise gelingt induktiv. Wegen {\displaystyle {\tfrac {\Phi ^{0}-\Psi ^{0}}{\sqrt {5}}}=0=f_{0}} und {\displaystyle {\tfrac {\Phi ^{1}-\Psi ^{1}}{\sqrt {5}}}=1=f_{1}} ist der Induktionsanfang erfüllt. Angenommen, die Formel gelte für alle Werte von {\displaystyle 0} bis {\displaystyle n} (starke Induktionsvoraussetzung). Wir zeigen, dass sie dann notwendigerweise auch für {\displaystyle n+1} gilt:
{\displaystyle {\begin{aligned}f_{n-1}+f_{n}&={\frac {\Phi ^{n-1}-\Psi ^{n-1}+\Phi ^{n}-\Psi ^{n}}{\sqrt {5}}}\\&={\frac {\Phi ^{n-1}(1+\Phi )-\Psi ^{n-1}(1+\Psi )}{\sqrt {5}}}\\&={\frac {\Phi ^{n-1}(\Phi ^{2})-\Psi ^{n-1}(\Psi ^{2})}{\sqrt {5}}}\\&={\frac {\Phi ^{n+1}-\Psi ^{n+1}}{\sqrt {5}}}\\&=f_{n+1}\end{aligned}}}
Dabei haben wir benutzt, dass {\displaystyle \Phi } und {\displaystyle \Psi } der charakteristischen Gleichung {\displaystyle x^{2}=x+1} genügen.
Nach dem Prinzip der vollständigen Induktion muss nun die Formel für alle {\displaystyle n} gelten.

#### Herleitung über ein Eigenwertproblem
Die Formel von Binet kann mit Matrizenrechnung und dem Eigenwertproblem in der linearen Algebra hergeleitet werden mittels folgendem Ansatz:
{\displaystyle {\begin{pmatrix}0&1\\1&1\end{pmatrix}}^{n}{\begin{pmatrix}f_{0}\\f_{1}\end{pmatrix}}={\begin{pmatrix}f_{n}\\f_{n+1}\end{pmatrix}},f_{0}=0{\text{ und }}f_{1}=1{\text{ mit }}n\geq 0}
Nun transformiert man die Matrix {\displaystyle A={\begin{pmatrix}0&1\\1&1\end{pmatrix}}} in eine Diagonalmatrix {\displaystyle D} durch Betrachtung als Eigenwertproblem.
Es gilt {\displaystyle A=TDT^{-1}}, wobei {\displaystyle T} die Matrix der Eigenvektoren und {\displaystyle D} die Diagonalmatrix mit den Eigenwerten ist. Damit folgt:
{\displaystyle {\begin{aligned}{\begin{pmatrix}0&1\\1&1\end{pmatrix}}^{n}{\begin{pmatrix}f_{0}\\f_{1}\end{pmatrix}}&=A^{n}{\begin{pmatrix}f_{0}\\f_{1}\end{pmatrix}}=\left(TDT^{-1}\right)^{n}{\begin{pmatrix}f_{0}\\f_{1}\end{pmatrix}}=TD^{n}T^{-1}{\begin{pmatrix}0\\1\end{pmatrix}}\\&={\begin{pmatrix}{\frac {-1-{\sqrt {5}}}{2}}&{\frac {-1+{\sqrt {5}}}{2}}\\1&1\end{pmatrix}}{\begin{pmatrix}{\frac {1-{\sqrt {5}}}{2}}&0\\0&{\frac {1+{\sqrt {5}}}{2}}\end{pmatrix}}^{n}{\begin{pmatrix}-{\frac {1}{\sqrt {5}}}&{\frac {{\sqrt {5}}-1}{2{\sqrt {5}}}}\\{\frac {1}{\sqrt {5}}}&{\frac {{\sqrt {5}}+1}{2{\sqrt {5}}}}\end{pmatrix}}{\begin{pmatrix}0\\1\end{pmatrix}}\\&={\begin{pmatrix}{\frac {-1-{\sqrt {5}}}{2}}&{\frac {-1+{\sqrt {5}}}{2}}\\1&1\end{pmatrix}}{\begin{pmatrix}\left({\frac {1-{\sqrt {5}}}{2}}\right)^{n}&0\\0&\left({\frac {1+{\sqrt {5}}}{2}}\right)^{n}\end{pmatrix}}{\begin{pmatrix}-{\frac {1}{\sqrt {5}}}&{\frac {{\sqrt {5}}-1}{2{\sqrt {5}}}}\\{\frac {1}{\sqrt {5}}}&{\frac {{\sqrt {5}}+1}{2{\sqrt {5}}}}\end{pmatrix}}{\begin{pmatrix}0\\1\end{pmatrix}}\\&={\begin{pmatrix}{\frac {-1-{\sqrt {5}}}{2}}\left({\frac {1-{\sqrt {5}}}{2}}\right)^{n}&{\frac {-1+{\sqrt {5}}}{2}}\left({\frac {1+{\sqrt {5}}}{2}}\right)^{n}\\\left({\frac {1-{\sqrt {5}}}{2}}\right)^{n}&\left({\frac {1+{\sqrt {5}}}{2}}\right)^{n}\end{pmatrix}}{\begin{pmatrix}{\frac {{\sqrt {5}}-1}{2{\sqrt {5}}}}\\{\frac {{\sqrt {5}}+1}{2{\sqrt {5}}}}\end{pmatrix}}\\&={\begin{pmatrix}-{\frac {1}{\sqrt {5}}}\left({\frac {1-{\sqrt {5}}}{2}}\right)^{n}+{\frac {1}{\sqrt {5}}}\left({\frac {1+{\sqrt {5}}}{2}}\right)^{n}\\-{\frac {1}{\sqrt {5}}}\left({\frac {1-{\sqrt {5}}}{2}}\right)\left({\frac {1-{\sqrt {5}}}{2}}\right)^{n}+{\frac {1}{\sqrt {5}}}\left({\frac {1+{\sqrt {5}}}{2}}\right)\left({\frac {1+{\sqrt {5}}}{2}}\right)^{n}\end{pmatrix}}\\&={\begin{pmatrix}{\frac {1}{\sqrt {5}}}\left[\left({\frac {1+{\sqrt {5}}}{2}}\right)^{n}-\left({\frac {1-{\sqrt {5}}}{2}}\right)^{n}\right]\\{\frac {1}{\sqrt {5}}}\left[\left({\frac {1+{\sqrt {5}}}{2}}\right)^{n+1}-\left({\frac {1-{\sqrt {5}}}{2}}\right)^{n+1}\right]\end{pmatrix}}\\&={\begin{pmatrix}f_{n}\\f_{n+1}\end{pmatrix}}\end{aligned}}}

#### Herleitung mittels Differenzengleichung
Eine andere Herleitungsmöglichkeit folgt aus der Theorie der linearen Differenzengleichungen:
Sei {\displaystyle C_{n}=x^{n},n\in \mathbb {N} _{0}} eine geometrische Folge, so ergibt sich:
{\displaystyle C_{n+1}-C_{n}-C_{n-1}=x^{n+1}-x^{n}-x^{n-1}=(x^{2}-x-1)x^{n-1}}
Wenn also {\displaystyle x} so gewählt wird, dass die charakteristische Gleichung {\displaystyle x^{2}-x-1=0} erfüllt ist (also {\displaystyle x=\Phi } oder {\displaystyle x=\Psi }), wird {\displaystyle C_{n+1}=C_{n}+C_{n-1}}, d. h., {\displaystyle C_{n}} erfüllt die Fibonacci-Rekursion mit dem Rekursionsanfang {\displaystyle C_{0}=1} und {\displaystyle C_{1}=x}.
Die durch {\displaystyle A_{0}=1}, {\displaystyle A_{1}=\Phi }, {\displaystyle A_{n+1}=A_{n}+A_{n-1}} rekursiv definierte Folge hat die explizite Darstellung {\displaystyle A_{n}=\Phi ^{n}}. Ebenso {\displaystyle B_{0}=1}, {\displaystyle B_{1}=\Psi }, {\displaystyle B_{n}=\Psi ^{n}}.
Mit {\displaystyle A_{n}} und {\displaystyle B_{n}} genügt wegen der Superpositionseigenschaft auch jede Linearkombination {\displaystyle L_{n}=\alpha A_{n}+\beta B_{n}} der Fibonacci-Rekursion {\displaystyle L_{n+1}=L_{n}+L_{n-1}}. Mit Hilfe eines linearen Gleichungssystems ergibt sich {\displaystyle \alpha ={\tfrac {1}{\sqrt {5}}}} und {\displaystyle \beta =-{\tfrac {1}{\sqrt {5}}}}, damit {\displaystyle L_{0}={\tfrac {\Phi ^{0}-\Psi ^{0}}{\sqrt {5}}}=0=f_{0}} und {\displaystyle L_{1}={\tfrac {\Phi ^{1}-\Psi ^{1}}{\sqrt {5}}}=1=f_{1}}. Folglich ergibt sich explizit {\displaystyle F_{n}={\tfrac {A_{n}-B_{n}}{\sqrt {5}}}={\tfrac {\Phi ^{n}-\Psi ^{n}}{\sqrt {5}}}}.
Für {\displaystyle \alpha =\beta =1} ergibt sich {\displaystyle L_{0}=2} und {\displaystyle L_{1}=1}, d. h. die klassische Lucas-Folge mit explizit {\displaystyle L_{n}=A_{n}+B_{n}=\Phi ^{n}+\Psi ^{n}}.

#### Herleitung mittels z-Transformation
Da Differenzengleichungen sehr elegant mittels z-Transformation beschrieben werden können, kann man die z-Transformation auch zur Herleitung der expliziten Formel für Fibonacci-Zahlen einsetzen. Im Artikel Einsatz der z-Transformation zur Bestimmung expliziter Formeln von Rekursionsvorschriften wird die allgemeine Vorgehensweise beschrieben und dann am Beispiel der Fibonacci-Zahlenfolge erläutert.

### Alternierende Näherung
Die Quotienten aufeinanderfolgender Glieder der Fibonacci-Folge sind abwechselnd kleiner und größer als der Goldene Schnitt:
{\displaystyle {\frac {f_{2n}}{f_{2n-1}}}<\Phi <{\frac {f_{2n+1}}{f_{2n}}}}
| Herleitung |
| Mithilfe der Formel von Moivre-Binet lässt sich eine einfach Herleitung angeben. Denn für die Zahlen {\displaystyle \Phi ,\Psi } der genannten Formel und natürliche {\displaystyle n>0} gilt: {\displaystyle -\Phi <0<-\Psi \qquad \|\cdot \Psi ^{2n}>0} {\displaystyle -\Phi \Psi ^{2n}<-\Psi ^{2n+1}\qquad \|+\Phi ^{2n+1}} {\displaystyle \Phi ^{2n+1}-\Phi \Psi ^{2n}=\Phi (\Phi ^{2n}-\Psi ^{2n})<\Phi ^{2n+1}-\Psi ^{2n+1}\qquad \|:(\Phi ^{2n}-\Psi ^{2n})>0\quad }(1) {\displaystyle \Phi <{\frac {\Phi ^{2n+1}-\Psi ^{2n+1}}{\Phi ^{2n}-\Psi ^{2n}}}={\frac {f_{2n+1}}{f_{2n}}}}, da im Doppelbruch der Darstellung der Folgeglieder mit Moivre-Binet der gemeinsame Nenner {\displaystyle \Phi -\Psi } verschwindet. – Entsprechend: {\displaystyle -\Phi <0<-\Psi \qquad \|\cdot \Psi ^{2n-1}<0} {\displaystyle -\Phi \Psi ^{2n-1}>-\Psi ^{2n}\qquad \|+\Phi ^{2n}} {\displaystyle \Phi ^{2n}-\Phi \Psi ^{2n-1}=\Phi (\Phi ^{2n-1}-\Psi ^{2n-1})>\Phi ^{2n}-\Psi ^{2n}\qquad \|:(\Phi ^{2n-1}-\Psi ^{2n-1})>0} {\displaystyle \Phi >{\frac {\Phi ^{2n}-\Psi ^{2n}}{\Phi ^{2n-1}-\Psi ^{2n-1}}}={\frac {f_{2n}}{f_{2n-1}}}\quad } (2) Die Ungleichungen (1) und (2) ergeben zusammen die Behauptung. |

Die Differenz dieser oberen und unteren Schranke von {\displaystyle \Phi } konvergiert für wachsende {\displaystyle n} rasch gegen Null wegen
{\displaystyle {\frac {f_{2n+1}}{f_{2n}}}-{\frac {f_{2n}}{f_{2n-1}}}={\frac {f_{2n+1}f_{2n-1}-f_{2n}^{2}}{f_{2n}f_{2n-1}}}={\frac {1}{f_{2n}f_{2n-1}}}.}
Bei der Vereinfachung des Zählers wurde die Identität von Cassini nebst {\displaystyle (-1)^{2n}=1} verwendet.

### Erzeugende Funktion
Eine erzeugende Funktion der Fibonacci-Zahlen ist
{\displaystyle \sum _{n=0}^{\infty }f_{n}z^{n}={\frac {z}{1-z-z^{2}}}={\frac {1}{\Phi -\Psi }}{\Bigl (}{\frac {1}{1-\Phi z}}-{\frac {1}{1-\Psi z}}{\Bigr )}.}
Die auf der linken Seite stehende Potenzreihe konvergiert für {\displaystyle |z|<1/\Phi =0{,}618\ldots }. Über die angegebene Partialbruchzerlegung erhält man wieder die Formel von Moivre-Binet.
| Herleitung der erzeugenden Funktion |
| Für {\displaystyle G(z)=\sum _{n=0}^{\infty }f_{n}z^{n}} ist {\displaystyle \sum _{n=0}^{\infty }f_{n+1}z^{n}=\sum _{n=1}^{\infty }f_{n}z^{n-1}=z^{-1}\sum _{n=1}^{\infty }f_{n}z^{n}=z^{-1}\sum _{n=0}^{\infty }f_{n}z^{n}={\frac {G(z)}{z}},} da {\displaystyle f_{0}=0;} {\displaystyle \sum _{n=0}^{\infty }f_{n+2}z^{n}=\sum _{n=2}^{\infty }f_{n}z^{n-2}=z^{-2}\sum _{n=2}^{\infty }f_{n}z^{n}=z^{-2}{\Bigl (}-z+\sum _{n=0}^{\infty }f_{n}z^{n}{\Bigr )}={\frac {G(z)-z}{z^{2}}},} da {\displaystyle f_{0}=0} und {\displaystyle f_{1}=1.} Die Rekursionsbedingung {\displaystyle f_{n+2}=f_{n+1}+f_{n}} induziert daher {\displaystyle \sum _{n=0}^{\infty }f_{n+2}z^{n}=\sum _{n=0}^{\infty }f_{n+1}z^{n}+\sum _{n=0}^{\infty }f_{n}z^{n}\Longleftrightarrow } {\displaystyle {\frac {G(z)-z}{z^{2}}}={\frac {G(z)}{z}}+G(z)\quad \mid \cdot z^{2}} {\displaystyle G(z)-z=z\cdot G(z)+z^{2}\cdot G(z)\quad \mid } ausklammern: {\displaystyle G(z)\cdot (1-z-z^{2})=z.} Nach Division durch das Polynom {\displaystyle 1-z-z^{2},} das nicht das Nullpolynom ist, folgt die angegebene Form. |

Mit einer geeigneten erzeugenden Funktion lässt sich ein Zusammenhang zwischen den Fibonacci-Zahlen und den Binomialkoeffizienten darstellen:
{\displaystyle f_{n}=\sum _{k=0}^{[{\frac {n-1}{2}}]}{\tbinom {n-k-1}{k}}\quad (n\geq 1)}
Wegen {\displaystyle \textstyle {\tbinom {n-k-1}{k}}=0} für {\displaystyle \textstyle n-k-1\geq 0} und {\displaystyle \textstyle k>n-k-1} kann auch ohne Gaußklammern geschrieben werden:
{\displaystyle f_{n}=\sum _{k=0}^{n-1}{\tbinom {n-k-1}{k}}=\sum _{k=1}^{n}{\tbinom {n-k}{k-1}}\quad (n\geq 1)}
| Herleitung |
| Die erzeugende Funktion kann auch geschrieben werden: {\displaystyle \sum _{n=0}^{\infty }f_{n}z^{n}=0+\sum _{n=1}^{\infty }f_{n}z^{n}={\frac {z}{1-z-z^{2}}}\quad }(1) für dem Betrage nach hinreichend kleine {\displaystyle z} gilt: {\displaystyle \sum _{l=1}^{\infty }(z+z^{2})^{l}={\frac {z+z^{2}}{1-(z+z^{2})}}={\frac {z(1+z)}{1-z-z^{2}}}\quad \mid :(1+z)\neq 0} {\displaystyle \sum _{l=1}^{\infty }z^{l}(1+z)^{l-1}={\frac {z}{1-z-z^{2}}}\quad }(2) Gleichsetzen ergibt: {\displaystyle \sum _{n=1}^{\infty }f_{n}z^{n}=\sum _{l=1}^{\infty }z^{l}(1+z)^{l-1}=\sum _{l=1}^{\infty }z^{l}\sum _{k=0}^{l-1}{\tbinom {l-1}{k}}z^{k}=\sum _{n=1}^{\infty }z^{n}\sum _{k=0}^{[{\frac {n-1}{2}}]}{\tbinom {n-k-1}{k}}}, wobei [] Gaußklammern sind. Bei der Umformung wurden der binomische Lehrsatz und die Umsummierung {\displaystyle n=k+l} mit {\displaystyle \textstyle k\leq l-1\Rightarrow k\leq {\frac {n-1}{2}}} verwendet. Koeffizientenvergleich ergibt den angegebenen Zusammenhang. |

Die Schreibweise {\displaystyle G(z)} für die erzeugende Funktion erlaubt auch die Darstellung
{\displaystyle f_{n}={\frac {1}{n!}}{\frac {\mathrm {d} ^{n}}{\mathrm {d} z^{n}}}G(0).}
| Herleitung |
| In der Darstellung von {\displaystyle G(z)} als unendliche Summe ist der Summand mit {\displaystyle k=0} verzichtbar, siehe vorherige Herleitung. Die {\displaystyle n}-te Ableitung der erzeugenden Funktion ist mit der Potenzregel: {\displaystyle {\frac {d^{n}}{dz^{n}}}G(z)=} {\displaystyle \sum _{k=1}^{\infty }{\frac {d^{n}}{dz^{n}}}f_{k}z^{k}=} {\displaystyle \sum _{k=1}^{n-1}{\frac {d^{n}}{dz^{n}}}f_{k}z^{k}+{\frac {d^{n}}{dz^{n}}}f_{n}z^{n}+\sum _{k=n+1}^{\infty }{\frac {d^{n}}{dz^{n}}}f_{k}z^{k}=} {\displaystyle 0+n!f_{n}+\sum _{k=n+1}^{\infty }{\frac {k!}{(k-n)!}}f_{n}z^{k-n}} Für {\displaystyle z=0} verschwindet die Summe der letzten Zeile. Für dieses {\displaystyle z} entsteht mit Division durch {\displaystyle n!\neq 0} die Behauptung. |

#### Verbindung zum reziproken Wert der Zahl 89
Wertet man die erzeugende Funktion an der Stelle {\displaystyle x=1/10} aus, so erhält man {\displaystyle 10/89}, folglich lässt sich {\displaystyle 89^{-1}} in eine unendliche Summe von Fibonacci-Zahlen zur Basis {\displaystyle 10^{-n-1}} zerlegen.
{\displaystyle {\begin{aligned}1/89&=0.0112359550\dots \\&=0+1\cdot 10^{-2}+1\cdot 10^{-3}+2\cdot 10^{-4}+3\cdot 10^{-5}+5\cdot 10^{-6}+8\cdot 10^{-7}+13\cdot 10^{-8}+21\cdot 10^{-9}+\dots \end{aligned}}}

### Darstellung mit Matrizen
Die Fibonacci-Zahlen tauchen auch als Einträge der Potenzen der Matrix {\displaystyle A={\begin{pmatrix}1&1\\1&0\end{pmatrix}}} auf:
{\displaystyle {\begin{pmatrix}1&1\\1&0\end{pmatrix}}^{n}={\begin{pmatrix}f_{n+1}&f_{n}\\f_{n}&f_{n-1}\end{pmatrix}}}
Aus der Relation {\displaystyle A^{m+n}=A^{m}A^{n}} ergibt sich beispielsweise die erste oben angegebene Formel für {\displaystyle f_{m+n}}. {\displaystyle A} beschreibt zugleich die Summationsvorschrift der Fibonacci-Folge, denn ihr Produkt mit einem Paar aufeinanderfolgender Fibonacci-Zahlen (als Spaltenmatrix geschrieben) ergibt das nächste Paar; entsprechend erzeugt {\displaystyle A^{n}} das {\displaystyle n}-te Paar aus dem Startpaar {\displaystyle (0,1)}. Dies und die Tatsache, dass die Eigenwerte von {\displaystyle A} gerade der Goldene Schnitt und dessen Kehrwert (Letzterer mit negativem Vorzeichen) sind, führen wieder auf die oben genannte Formel von Binet.

### Verwandtschaft mit dem Pascalschen Dreieck
Die Fibonacci-Zahlen können mithilfe des Pascalschen Dreiecks beschrieben werden. Um die {\displaystyle n}-te Fibonacci-Zahl zu bestimmen, nimmt man aus der {\displaystyle n}-ten Zeile des Pascalschen Dreiecks jede zweite Zahl und gewichtet sie mit der entsprechenden Fünfer-Potenz – anfangend mit 0 in aufsteigender Reihenfolge, d. h. {\displaystyle 5^{0}}, {\displaystyle 5^{1}}, {\displaystyle 5^{2}} usw. Anschließend addiert man diese gewichteten Elemente zusammen und dividiert durch {\textstyle 2^{n-1}}.
Das Bild unten veranschaulicht die Berechnung der ersten sieben Fibonacci-Zahlen aus dem Pascalschen Dreieck. Zum leichteren Verständnis sind die nicht benutzten Elemente des Pascalschen Dreiecks im Bild ausgegraut, die Gewichtung mit den aufsteigenden Fünfer-Potenzen rot und die Exponenten {\displaystyle 2^{n-1}} cyan hervorgehoben.
| Herleitung |

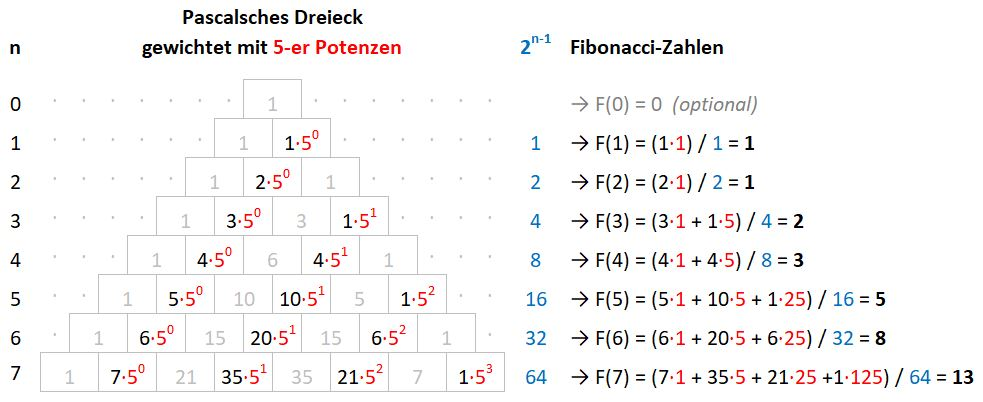

| Ausgehend von der expliziten Formel für die Fibonacci-Zahlen (s. Formel von Moivre-Binet weiter oben in diesem Artikel) {\displaystyle f_{n}={\frac {1}{\sqrt {5}}}\cdot \left(\left({\frac {1+{\sqrt {5}}}{2}}\right)^{n}-\left({\frac {1-{\sqrt {5}}}{2}}\right)^{n}\right),\quad n\geq 0} kann man zunächst den Term {\displaystyle 2^{n}} im Nenner ausklammern und die verbliebene Differenz mittels Binomialkoeffizienten ausschreiben und anschließend zusammenfassen: {\displaystyle {\begin{aligned}f_{n}&={\frac {1}{\sqrt {5}}}\cdot {\frac {1}{2^{n}}}\cdot \left(\left(1+{\sqrt {5}}\right)^{n}-\left(1-{\sqrt {5}}\right)^{n}\right)\\&={\frac {1}{\sqrt {5}}}\cdot {\frac {1}{2^{n}}}\cdot \left(\sum _{i=0}^{n}{\binom {n}{i}}1^{n-i}\cdot \left({\sqrt {5}}\right)^{i}-\sum _{i=0}^{n}{\binom {n}{i}}1^{n-i}\cdot \left(-{\sqrt {5}}\right)^{i}\right)\\&={\frac {1}{{\sqrt {5}}\cdot 2^{n}}}\cdot \sum _{i=0}^{n}{\binom {n}{i}}\cdot \left(\left({\sqrt {5}}\right)^{i}-\left(-{\sqrt {5}}\right)^{i}\right)\\\end{aligned}}} Für die Differenz unter dem Summenzeichen gilt {\displaystyle \left({\sqrt {5}}\right)^{i}-\left(-{\sqrt {5}}\right)^{i}={\begin{cases}0\ &{\text{falls }}i\,{\text{gerade}}\\2\cdot \left({\sqrt {5}}\right)^{i}\ &{\text{falls }}i\,{\text{ungerade}}\end{cases}},} sodass man die Summe auf ungerade {\displaystyle i} reduzieren kann: {\displaystyle {\begin{aligned}f_{n}&={\frac {1}{{\sqrt {5}}\cdot 2^{n}}}\cdot \sum _{j=0}^{\lfloor n/2\rfloor }{\binom {n}{2j+1}}\cdot 2\cdot \left({\sqrt {5}}\right)^{2j+1}\\&={\frac {1}{{\sqrt {5}}\cdot 2^{n}}}\cdot \sum _{j=0}^{\lfloor n/2\rfloor }{\binom {n}{2j+1}}\cdot \left({\sqrt {5}}\right)^{2j}\cdot 2{\sqrt {5}}\\&={\frac {{\sqrt {5}}\cdot 2}{{\sqrt {5}}\cdot 2^{n}}}\cdot \sum _{j=0}^{\lfloor n/2\rfloor }{\binom {n}{2j+1}}\cdot \left(\left({\sqrt {5}}\right)^{2}\right)^{j}\\&={\frac {1}{2^{n-1}}}\cdot \sum _{j=0}^{\lfloor n/2\rfloor }{\binom {n}{2j+1}}\cdot 5^{j}.\end{aligned}}} Der {\displaystyle {\sqrt {5}}}-Term kürzt sich also raus und unter dem Summenzeichen bleiben nur Fünfer-Potenzen. Das erklärt das scheinbare Paradoxon, dass die explizite Formel für Fibonacci-Zahlen mit ihren {\displaystyle {\sqrt {5}}}-Termen überhaupt ganze Zahlen liefert. Die Abrundung {\displaystyle \lfloor n/2\rfloor } in der Summen-Obergrenze ist übrigens notwendig, damit die Indizierung nicht über den Wert {\displaystyle n} hinausgeht und die ursprüngliche Summenbegrenzung eingehalten wird. Vergleicht man die unter dem Summenzeichen verbliebenen Binomialkoeffizienten mit denen im Pascalschen Dreieck, erkennt man, dass es sich dabei um jeden zweiten Koeffizienten in der entsprechenden Zeile des Dreiecks handelt (wie es im Bild oben visualisiert ist). Man kann die Formel also auch als {\displaystyle f_{n}={\frac {1}{2^{n-1}}}\cdot \sum _{j=0}^{\lfloor n/2\rfloor }P_{n,2j+1}\cdot 5^{j}} schreiben mit der Bezeichnung {\displaystyle P_{n,k}} für einen Binomialkoeffizienten an der {\displaystyle k}-ten Stelle in der {\displaystyle n}-ten Zeile des Pascalschen Dreiecks (beide ab Null gezählt!). Als Beispiel erhält man für die 7-te Fibonacci-Zahl etwa den Wert {\displaystyle {\begin{aligned}f_{7}&={\frac {1}{2^{6}}}\cdot \sum _{j=0}^{3}P_{7,2j+1}\cdot 5^{j}\\&={\frac {1}{64}}\cdot \left(P_{7,1}\cdot 5^{0}+P_{7,3}\cdot 5^{1}+P_{7,5}\cdot 5^{2}+P_{7,7}\cdot 5^{3}\right)\\&={\frac {1}{64}}\cdot \left(7\cdot 1+35\cdot 5+21\cdot 25+1\cdot 125\right)={\frac {832}{64}}=13.\end{aligned}}} |

|                   |                   |                                |                               |                                      |                                |                               |                                      |                                 |                                | {\displaystyle 1}                    |                                 |                               |                                      |                                |                    |                    |                   |                    |                   |                   |
|                   |                   |                                |                               |                                      |                                |                               |                                      |                                 | {\displaystyle 1}              |                                      | {\displaystyle 1}               |                               |                                      |                                |                    |                    |                   |                    |                   |                   |
|                   |                   |                                |                               |                                      |                                |                               |                                      | {\displaystyle 1}               |                                | {\displaystyle 2}                    |                                 | {\displaystyle 1}             |                                      |                                |                    |                    |                   |                    |                   |                   |
|                   |                   |                                |                               |                                      |                                |                               | {\displaystyle 1}                    |                                 | {\displaystyle 3}              |                                      | {\displaystyle 3}               |                               | {\displaystyle \color {OliveGreen}1} |                                |                    |                    |                   |                    |                   |                   |
|                   |                   |                                |                               |                                      |                                | {\displaystyle 1}             |                                      | {\displaystyle 4}               |                                | {\displaystyle \color {OliveGreen}6} |                                 | {\displaystyle \color {red}4} |                                      | {\displaystyle \color {blue}1} |                    |                    |                   |                    |                   |                   |
|                   |                   |                                |                               |                                      | {\displaystyle 1}              |                               | {\displaystyle \color {OliveGreen}5} |                                 | {\displaystyle \color {red}10} |                                      | {\displaystyle \color {blue}10} |                               | {\displaystyle 5}                    |                                | {\displaystyle 1}  |                    |                   |                    |                   |                   |
|                   |                   |                                |                               | {\displaystyle \color {OliveGreen}1} |                                | {\displaystyle \color {red}6} |                                      | {\displaystyle \color {blue}15} |                                | {\displaystyle 20}                   |                                 | {\displaystyle 15}            |                                      | {\displaystyle 6}              |                    | {\displaystyle 1}  |                   |                    |                   |                   |
|                   |                   |                                | {\displaystyle \color {red}1} |                                      | {\displaystyle \color {blue}7} |                               | {\displaystyle 21}                   |                                 | {\displaystyle 35}             |                                      | {\displaystyle 35}              |                               | {\displaystyle 21}                   |                                | {\displaystyle 7}  |                    | {\displaystyle 1} |                    |                   |                   |
|                   |                   | {\displaystyle \color {blue}1} |                               | {\displaystyle 8}                    |                                | {\displaystyle 28}            |                                      | {\displaystyle 56}              |                                | {\displaystyle 70}                   |                                 | {\displaystyle 56}            |                                      | {\displaystyle 28}             |                    | {\displaystyle 8}  |                   | {\displaystyle 1}  |                   |                   |
|                   | {\displaystyle 1} |                                | {\displaystyle 9}             |                                      | {\displaystyle 36}             |                               | {\displaystyle 84}                   |                                 | {\displaystyle 126}            |                                      | {\displaystyle 126}             |                               | {\displaystyle 84}                   |                                | {\displaystyle 36} |                    | {\displaystyle 9} |                    | {\displaystyle 1} |                   |
| {\displaystyle 1} |                   | {\displaystyle 10}             |                               | {\displaystyle 45}                   |                                | {\displaystyle 120}           |                                      | {\displaystyle 210}             |                                | {\displaystyle 252}                  |                                 | {\displaystyle 210}           |                                      | {\displaystyle 120}            |                    | {\displaystyle 45} |                   | {\displaystyle 10} |                   | {\displaystyle 1} |

Die Fibonacci-Zahlen als Summe von „Diagonalen“ im Pascalschen Dreieck.

Die Summen der hier grün, rot und blau markierten flachen „Diagonalen“ im Pascalschen Dreieck ergeben jeweils eine Fibonacci-Zahl. In diesem Beispiel ist die Summe der grünen Diagonale gleich 13, die Summe der roten Diagonale gleich 21, die Summe der blauen Diagonale gleich 34. Dass sich die „Diagonale“ manchmal nicht von einem zum anderen Ende durchziehen lässt, wie im Fall der roten Diagonale, ist unerheblich. Allgemein gilt für {\displaystyle n\geq 1}:
{\displaystyle f_{n}=\sum _{k=0}^{\lfloor {\frac {n}{2}}\rfloor }{\binom {n-k-1}{k}}=\sum _{k=0}^{\lfloor {\frac {n}{2}}\rfloor }{\binom {n-k-1}{n-2k-1}}}

## Reihen von Reziproken
Da die Fibonacci-Zahlen exponentiell mit dem Index wachsen, konvergieren die reziproken Reihen absolut.
- Die unendliche Summe der Kehrwerte der Fibonacci-Zahlen mit geradem Index[14] lässt sich mithilfe der Lambert-Reihe

{\displaystyle L(q):=\sum _{n=1}^{\infty }{\frac {q^{n}}{1-q^{n}}}}   bei   {\displaystyle |q|<1}
ausdrücken:
| {\displaystyle \sum _{n=1}^{\infty }{\frac {1}{f_{2n}}}={\sqrt {5}}{\bigl [}L{\bigl (}\Psi ^{2}{\bigr )}-L{\bigl (}\Psi ^{4}{\bigr )}{\bigr ]}} | ≈ 1,535370508836252985029852896651599 |
- Die unendliche Summe der Kehrwerte der Fibonacci-Zahlen mit ungeradem Index[14] lässt sich durch eine Jacobische Thetafunktion ausdrücken:[16][17]

| {\displaystyle \sum _{n=1}^{\infty }{\frac {1}{f_{2n-1}}}={\frac {\sqrt {5}}{4}}{\bigl [}\vartheta _{10}{\bigl (}\Psi ^{2}{\bigr )}{\bigr ]}^{2}} | ≈ 1,824515157406924568142158406267328 |
- Ebenfalls geschlossen lässt sich die Formel für die Summe darstellen, wenn der Nenner um 1 erhöht wird:

{\displaystyle \sum _{n=1}^{\infty }{\frac {1}{1+f_{2n-1}}}={\frac {\sqrt {5}}{2}}}
- Die unendliche Summe der Kehrwerte aller Fibonacci-Zahlen[14][18][19]

| {\displaystyle \sum _{n=1}^{\infty }{\frac {1}{f_{n}}}=\sum _{n=1}^{\infty }{\frac {1}{f_{2n-1}}}+\sum _{n=1}^{\infty }{\frac {1}{f_{2n}}}} | ≈ 3,359885666243177553172011302918927 |
ist irrational (André-Jeannin; 1989).
- Die unendliche Summe der Kehrwerte der Quadrate der Fibonaccizahlen findet sich bei Borwein:[22]

| {\displaystyle \sum _{n=1}^{\infty }{\frac {1}{{f_{n}}^{2}}}={\frac {5}{24}}{\Bigl \{}{\bigl [}\vartheta _{10}{\bigl (}\Psi ^{2}{\bigr )}{\bigr ]}^{4}-{\bigl [}\vartheta _{01}{\bigl (}\Psi ^{2}{\bigr )}{\bigr ]}^{4}+1{\Bigr \}}} | ≈ 2,426320751167241187741569412926620 |
- Zudem zeigten Good (1974) und Hoggatt (1976):[23]

{\displaystyle \sum _{n=0}^{\infty }{\frac {1}{f_{2^{n}}}}={\frac {7-{\sqrt {5}}}{2}}}

## Verallgemeinerungen
Die klassische („kanonische“) Fibonacci-Folge ist durch drei Kriterien charakterisiert:
- Eine lineare Iteration, welche die beiden vorangehenden Folgenglieder einbezieht
- Eine Linearkombination dieser Folgenglieder, in der beide Vorgänger den Koeffizienten +1 tragen
- Beide Startglieder gleich +1

Jedes dieser Kriterien erlaubt eine Verallgemeinerung:
- Die Wahl anderer Startglieder {\displaystyle u} und {\displaystyle v} liefert eine Folge {\displaystyle (a_{n})}, die mit der kanonischen Folge nach der Beziehung {\displaystyle a_{n}=u\cdot f_{n-2}+v\cdot f_{n-1}} zusammenhängt. Ein Beispiel hierfür ist die Lucas-Folge {\displaystyle (L_{n})}.

Für die Glieder einer solchen Folge gilt ein gegenüber der Formel von Moivre-Binet verallgemeinertes explizites Bildungsgesetz:
{\displaystyle a_{n}\!\,={\frac {k\cdot \Phi ^{n}-l\cdot \Psi ^{n}}{\sqrt {5}}}} mit {\displaystyle k=u\cdot \Psi ^{2}-v\cdot \Psi } und {\displaystyle l=u\cdot \Phi ^{2}-v\cdot \Phi }.
Die kanonische Folge stellt sich hier als Spezialfall mit {\displaystyle u=v=1} dar, was wegen der charakteristischen Gleichung sofort {\displaystyle k=1} und {\displaystyle l=1} liefert.
- Die Wahl anderer Koeffizienten für die Linearkombination liefert eine Folge, für die eine andere charakteristische Gleichung gilt. Eine Folge mit der Iterationsvorschrift

{\displaystyle a_{n}=q\cdot a_{n-2}+p\cdot a_{n-1}}
besitzt die charakteristische Gleichung {\displaystyle x^{2}-px-q=0}. Die Wurzeln dieser Gleichung bestimmen das explizite Bildungsgesetz. Wenn die charakteristische Gleichung die Wurzeln {\displaystyle \alpha } und {\displaystyle \beta } hat, dann lautet das Bildungsgesetz
{\displaystyle a_{n}={\frac {k\cdot \alpha ^{n}-l\cdot \beta ^{n}}{\alpha -\beta }},}
wobei {\displaystyle k} und {\displaystyle l} wieder durch die Startglieder bestimmt sind.
- Eine Iteration, die mehr als zwei vorangehende Folgenglieder einbezieht, besitzt dementsprechend ein Polynom höheren Grades als charakteristische Gleichung, wobei die Wurzeln {\displaystyle x_{i}} dieser Gleichung wieder im Bildungsgesetz auftauchen und die Koeffizienten {\displaystyle k_{i}} durch die Anfangswerte bestimmt sind. Es gilt dann

{\displaystyle a_{n}=\sum _{i=1}^{n}{k_{i}x_{i}^{n}}}.
Beispiele für derartige Folgen sind die Tribonacci- und die Tetranacci-Folge. Die Perrin-Folge und die Padovan-Folge folgen der Regel {\displaystyle a_{n}=a_{n-2}+a_{n-3}}.
Eine Iteration, die nur das unmittelbar vorhergehende Glied verwendet, liefert in diesem Zusammenhang als entartete Fibonacci-Folge eine reine Potenzfolge.

## Fibonacci-Folgen in der Natur

### Phyllotaxis

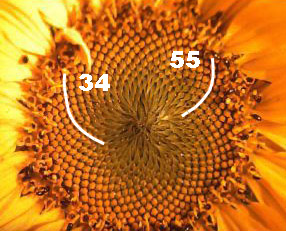
Sonnenblume mit 34 und 55 Fibonacci-Spiralen

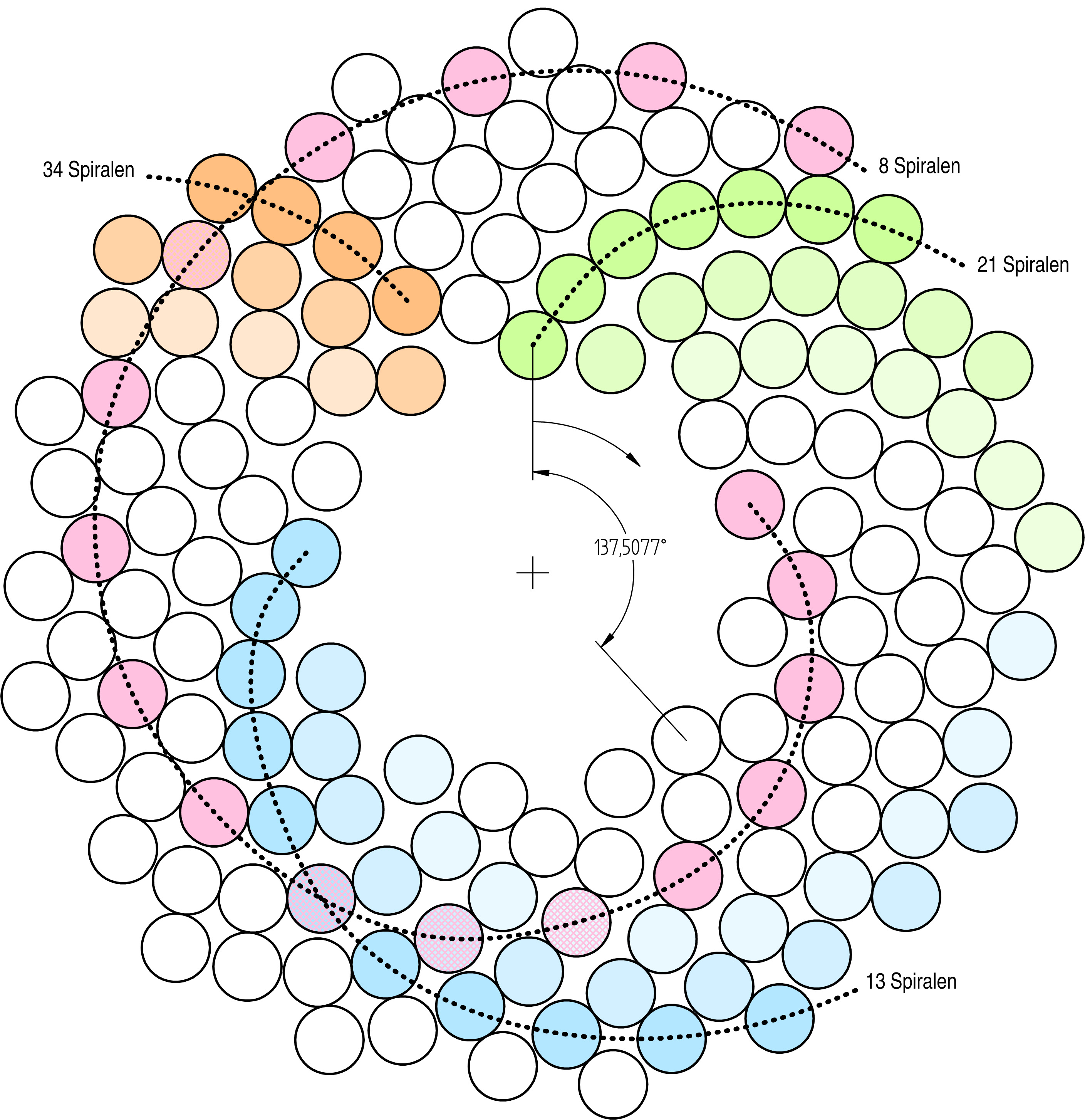
Anordnung gleich großer Kreise im Abstand des goldenen Winkels mit farblicher Markierung der Fibonacci-Spiralen 8, 13, 21, 34

Die Blätter (Phyllotaxis) oder Fruchtstände vieler Pflanzen sind in Spiralen angeordnet, wobei die Anzahl dieser Spiralen den Fibonacci-Zahlen entsprechen.
In diesem Fall ist der Winkel zwischen architektonisch benachbarten Blättern oder Früchten bezüglich der Pflanzenachse der Goldene Winkel.
Das liegt daran, dass Brüche von aufeinanderfolgenden Fibonacci-Zahlen den zugrunde liegenden Goldenen Schnitt am besten approximieren.
Die Spiralen werden daher von Pflanzenelementen gebildet, deren Platznummern sich durch die Fibonacci-Zahl im Nenner unterscheiden und damit fast in die gleiche Richtung weisen. Durch diese spiralförmige Anordnung der Blätter um die Sprossachse erzielt die Pflanze die beste Lichtausbeute. Der Versatz der Blätter um das irrationale Verhältnis des Goldenen Winkels sorgt dafür, dass nie Perioden auftauchen, wie es z. B. bei 1/4 der Fall wäre (0° 90° 180° 270° | 0° 90° …). Dadurch wird der denkbar ungünstigste Fall vermieden, dass ein Blatt genau senkrecht über dem anderen steht und so die Blätter maximalen Schatten auf darunterliegenden Blättern erzeugen oder maximale „Lichtlücken“ entstehen.
Beispielsweise tragen die Körbe der Silberdistel (Carlina acaulis) hunderte gleichgestaltiger Blüten, die in kleineren Körben in einer 21-zu-55-Stellung, in größeren Körben in 34-zu-89- und 55-zu-144-Stellung in den Korbboden eingefügt sind. Auch die Schuppen von Fichtenzapfen wie auch von Ananasfrüchten bilden im und gegen den Uhrzeigersinn Spiralen, deren Schuppenanzahl durch zwei aufeinanderfolgende Fibonaccizahlen gegeben ist.
Wissenschaftshistorisch sei hier auf das Buch On Growth and Form von D’Arcy Wentworth Thompson (1917) verwiesen.

### Stammbäume
Männchen der Honigbiene (Apis mellifera) werden als Drohnen bezeichnet. Interessanterweise beschreibt die Fibonacci-Folge die Anzahl der Ahnen einer Drohne. Das erklärt sich dadurch, dass eine Drohne (Generation n = 1) sich aus einem unbefruchteten Ei entwickelt, das ausschließlich Erbgut ihrer Mutter, der Bienenkönigin (Generation n = 2), enthält; eine Drohne hat keinen Vater. Eine Königin jedoch hat zwei Eltern, nämlich als Mutter eine andere Königin und als Vater eine Drohne (Generation n = 3) usw. Die Anzahl aller Ahnen einer Drohne in je einer so definierten n-ten Generation ist die n-te Fibonacci-Zahl {\displaystyle f_{n}}.
Um das einzusehen, lässt sich die Zeichnung zur Anzahl der Kaninchen in Fibonaccis Modell im Abschnitt Antike und Mittelalter in Europa verwenden. Jedes Paar nicht geschlechtsreifer Kaninchen entspricht einer Drohne, jedes Paar geschlechtsreifer Kaninchen einer Königin. In den Gleichungen der Modellierung ist dann {\displaystyle y_{n}} die Anzahl der Drohnen, {\displaystyle x_{n}} die Anzahl der Königinnen (jeweils in der n-ten Generation) und {\displaystyle f_{n>1}} die Anzahl der Ahnen einer Drohne in der betrachteten Generation.

### Fettsäuren
Unverzweigte aliphatische Monocarbonsäuren (hier: uaM), zu denen im Regelfall die Fettsäuren gehören, können verschieden viele Doppelbindungen an verschiedenen Positionen aufweisen. Die Anzahl der uaM gehorcht als Funktion der Kettenlänge der Fibonacci-Folge. Das folgt daraus, dass Doppelbindungen bei uaM nicht benachbart sind; die seltenen Ausnahmen sind hier vernachlässigt. Speziell gibt es nur eine aliphatische Monocarbonsäure mit einem C-Atom: Ameisensäure, eine mit zwei C-Atomen: Essigsäure, zwei mit dreien: Propionsäure und Acrylsäure usw. Bei 18 C-Atomen ergeben sich 2.584 Varianten (wovon Stearinsäure, Ölsäure, Linolsäure und Linolensäure vier Beispiele sind).
Auch hier lässt sich, um das einzusehen, die Zeichnung zur Anzahl der Kaninchen in Fibonaccis Modell im Abschnitt Antike und Mittelalter in Europa verwenden. Ein Kaninchenpaar der {\displaystyle n}-ten Generation entspricht dem {\displaystyle n}-ten Kohlenstoffatom einer uaM, wobei die Zählung bei der Carboxygruppe beginnt. Jedes Paar nicht geschlechtsreifer Kaninchen entspricht einem Kohlenstoffatom {\displaystyle c_{n}}, auf das keine Doppelbindung folgen kann, jedes Paar geschlechtsreifer Kaninchen einem Kohlenstoffatom {\displaystyle C_{n}}, auf das eine Doppelbindung folgen kann (oder nicht). Die Verbindungsstrecken von {\displaystyle c_{n}} nach {\displaystyle C_{n+1}} oder von {\displaystyle C_{n}} nach {\displaystyle C_{n+1}} entsprechen Einfachbindungen, die Verbindungsstrecken von {\displaystyle C_{n}} nach {\displaystyle c_{n+1}} Doppelbindungen. In den Gleichungen der Modellierung ist dann {\displaystyle y_{n}} (bzw. {\displaystyle x_{n}}) die Anzahl der Kohlenstoffatome {\displaystyle c_{n}} (bzw. {\displaystyle C_{n}}). – Jeder Pfad von {\displaystyle c_{1}} zu einem Kohlenstoffatom der {\displaystyle n}-ten Generation entspricht genau einer uaM mit {\displaystyle n} Kohlenstoffatomen; die Zuordnung ist bijektiv. Also ist die Anzahl {\displaystyle f_{n}} der in der {\displaystyle n}-ten Generation betrachteten Kohlenstoffatome gleich der Anzahl der uaM mit {\displaystyle n} Kohlenstoffatomen.

## Geschichte

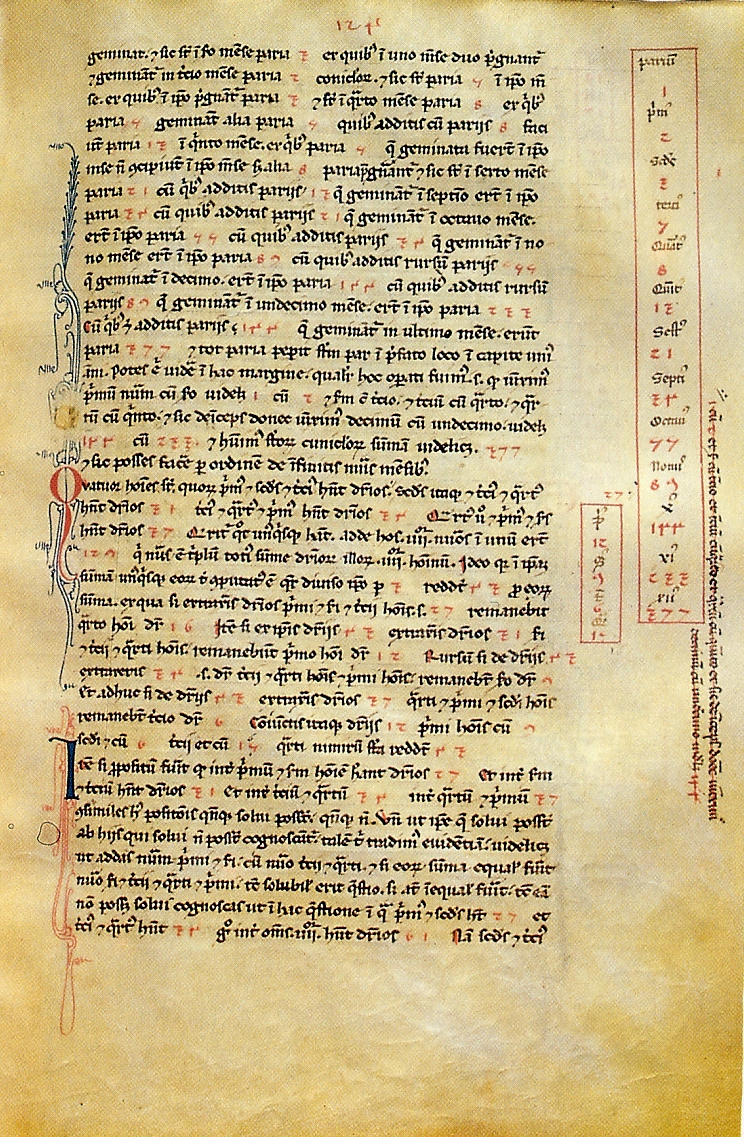
Berechnung der Kaninchenaufgabe im Liber abbaci (am rechten Blattrand in roter Box von oben nach unten):
die Indizes beginnend mit der Gegenwart und endend mit (römisch) XII (Monaten);
jeweils darunter in hindu-arabischen Ziffern die (Fibonacci-)Zahlen 1, 2, 3, 5 bis 377 der Kaninchenpaare.

### Altes Indien
Ihre früheste bekannte Erwähnung findet sich unter dem Namen mātrāmeru („Berg der Kadenz“) in der Chhandah-shāstra („Kunst der Prosodie“) des Sanskrit-Grammatikers Pingala (um 450 v. Chr. oder nach anderer Datierung um 200 v. Chr.). In ausführlicherer Form behandelten später auch Virahanka (6. Jh.) und besonders dann Acharya Hemachandra (1089–1172) diese Zahlenfolge, um die rechnerische Möglichkeit der Bildung von Metren durch regelmäßige Verteilung kurzer und langer Silben zu beschreiben.

### Antike und Mittelalter in Europa
In der westlichen Welt war diese Folge ebenfalls schon in der Antike Nikomachos von Gerasa (um 100 n. Chr.) bekannt. Sie ist aber mit dem Namen des italienischen Mathematikers Fibonacci verbunden, der in seinem Liber abbaci („Buch der Rechenkunst“, Erstfassung von 1202 nicht erhalten, zweite Fassung von ca. 1227) diese Zahlenfolge mit dem Beispiel eines Kaninchenzüchters beschrieb, der herausfinden will, wie viele Kaninchenpaare innerhalb eines Jahres aus einem einzigen Paar entstehen, wenn jedes Paar ab dem zweiten Lebensmonat ein weiteres Paar pro Monat zur Welt bringt:

Die Anzahl der Kaninchen in Fibonaccis Modell bilden die Fibonacci-Zahlen (Baumdiagramm)

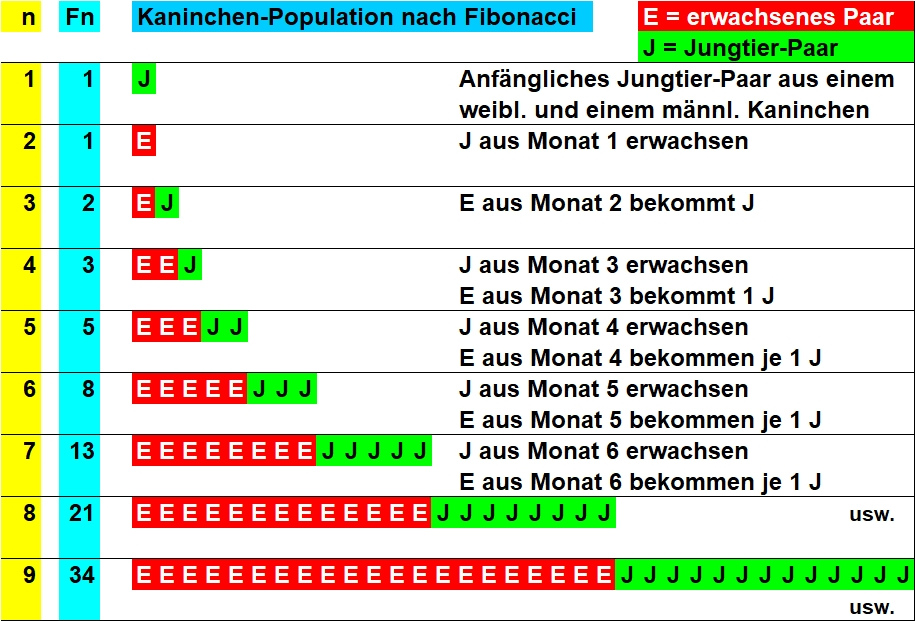
Kaninchen-Population in Fibonaccis Modell, erläutert anhand eines Säulendiagramms

Fibonacci illustrierte diese Folge durch die einfache mathematische Modellierung des Wachstums einer Population von Kaninchen nach folgenden Regeln:
1. Jedes Paar Kaninchen wirft pro Monat ein weiteres Paar Kaninchen.
2. Ein neugeborenes Paar bekommt erst im zweiten Lebensmonat Nachwuchs (die Austragungszeit reicht von einem Monat in den nächsten).
3. Die Tiere befinden sich in einem abgeschlossenen Raum („in quodam loco, qui erat undique pariete circumdatus“), sodass kein Tier die Population verlassen und keines von außen hinzukommen kann.

Fibonacci begann die Folge, nicht ganz konsequent, nicht mit einem neugeborenen, sondern mit einem trächtigen Paar, das seinen Nachwuchs bereits im ersten Monat wirft, sodass im ersten Monat bereits 2 Paare zu zählen sind. In jedem Folgemonat kommt dann zu der Anzahl der Paare, die im Vormonat gelebt haben, eine Anzahl von neugeborenen Paaren hinzu, die gleich der Anzahl derjenigen Paare ist, die bereits im vorvergangenen Monat gelebt hatten, da der Nachwuchs des Vormonats noch zu jung ist, um jetzt schon seinerseits Nachwuchs zu werfen. Fibonacci führte den Sachverhalt für die zwölf Monate eines Jahres vor (2, 3, 5, 8, 13, 21, 34, 55, 89, 144, 233, 377) und wies auf das Bildungsgesetz der Folge durch Summierung jeweils zweier aufeinanderfolgender Folgenglieder (2+3 = 5, 3+5 = 8, 5+8 = 13 usw.) hin. Er merkte außerdem an, dass die Folge sich nach diesem Prinzip für eine unendliche Zahl von Monaten fortsetzen lässt, was dann allerdings unsterbliche Kaninchen voraussetzt: „et sic posses facere per ordinem de infinitis numeris mensibus.“ Weitere Beachtung hatte er dem Prinzip in seinen erhaltenen Werken nicht geschenkt.
Eine 2014 erschienene, mathematisch-historische Analyse zum Leben des Fibonacci, insbesondere zu seinem Aufenthalt in der nordafrikanischen Hafenstadt Bejaia (im heutigen Algerien), kam zu dem Schluss, dass der Hintergrund der Fibonacci-Folge gar nicht bei einem Modell der Vermehrung von Kaninchen zu suchen ist (was schon länger vermutet wurde), sondern vielmehr bei den Bienenzüchtern von Bejaia und ihrer Kenntnis des Bienenstammbaums zu finden ist. Zu Leonardos Zeit war Bejaia ein wichtiger Exporteur von Bienenwachs, worauf noch heute der französische Name der Stadt (Bougie, wie das frz. Wort für Kerze) hinweist.
Nachdem spätere Mathematiker wie Gabriel Lamé (1795–1870) die Entdeckung dieser Zahlenfolge für sich beansprucht hatten, brachten Édouard Lucas (1842–1891) und andere wieder in Erinnerung, dass der zu dieser Zeit älteste bekannte Beleg von Fibonacci stammte, und unter dem Namen „Fibonacci-Folge“ („suite de Fibonacci“, „Fibonacci sequence“, „successione di Fibonacci“) ist sie seither in den meisten westlichen Sprachen geläufig.
| Mathematische Modellierung des Wachstums von Fibonaccis Kaninchen-Population Sei {\displaystyle x_{n}} die Anzahl der geschlechtsreifen bzw. {\displaystyle y_{n}} die Anzahl der nicht geschlechtsreifen Kaninchen der {\displaystyle \textstyle n}-ten Generation, entsprechend für die Generationen {\displaystyle \textstyle n-1} und {\displaystyle \textstyle n-2}. Nach den oben angegebenen Regeln ist mit diesen Bezeichnungen: {\displaystyle x_{n}=x_{n-1}+y_{n-1}} (1) {\displaystyle x_{n-1}=x_{n-2}+y_{n-2}} (1’) {\displaystyle y_{n}=x_{n-1}} (2) Einsetzen von (1’) in (1) und anschließende Addition von (2) ergibt {\displaystyle x_{n}[+y_{n}]=(x_{n-2}+y_{n-2})+y_{n-1}[+x_{n-1}]}, für die Gesamtzahl {\displaystyle f_{n}=x_{n}+y_{n}}, {\displaystyle f_{n-2}=x_{n-2}+y_{n-2}}, {\displaystyle f_{n-1}=x_{n-1}+y_{n-1}} von Kaninchen der jeweiligen Generation also {\displaystyle f_{n}=f_{n-2}+f_{n-1}}, was dem angegebenen rekursiven Bildungsgesetz der Fibonacci-Folge äquivalent ist. Mit {\displaystyle x_{1}=0,\,y_{1}=1} beschreibt dieses Modell die in der Zeichnung angegebene Generationenfolge. |

### Neuzeit
Die Zahlentheoretiker Édouard Lucas und J. Wasteels (1865–1909) zeigten Jahrhunderte später, dass aufeinanderfolgende Fibonacci-Zahlen der Gleichung
{\displaystyle f_{n+1}^{2}-f_{n+1}f_{n}-f_{n}^{2}=(-1)^{n}}
genügen, und damit deren Bedeutung für die Zahlentheorie.
Bei der Fibonacci-Hyperbel
{\displaystyle x^{2}-xy-y^{2}=1}
sind
{\displaystyle (x,y)=(f_{2n+1},f_{2n})}
sowie bei der (nach geeigneter Transformation daraus erhaltenen) Gleichung
{\displaystyle x^{2}+y^{2}+1=3xy}
sind
{\displaystyle (x,y)=(f_{2n-1},f_{2n+1})}
die (einzigen) ganzzahligen Lösungen im 1. Quadranten.

## Rezeption in Kunst und Unterhaltung

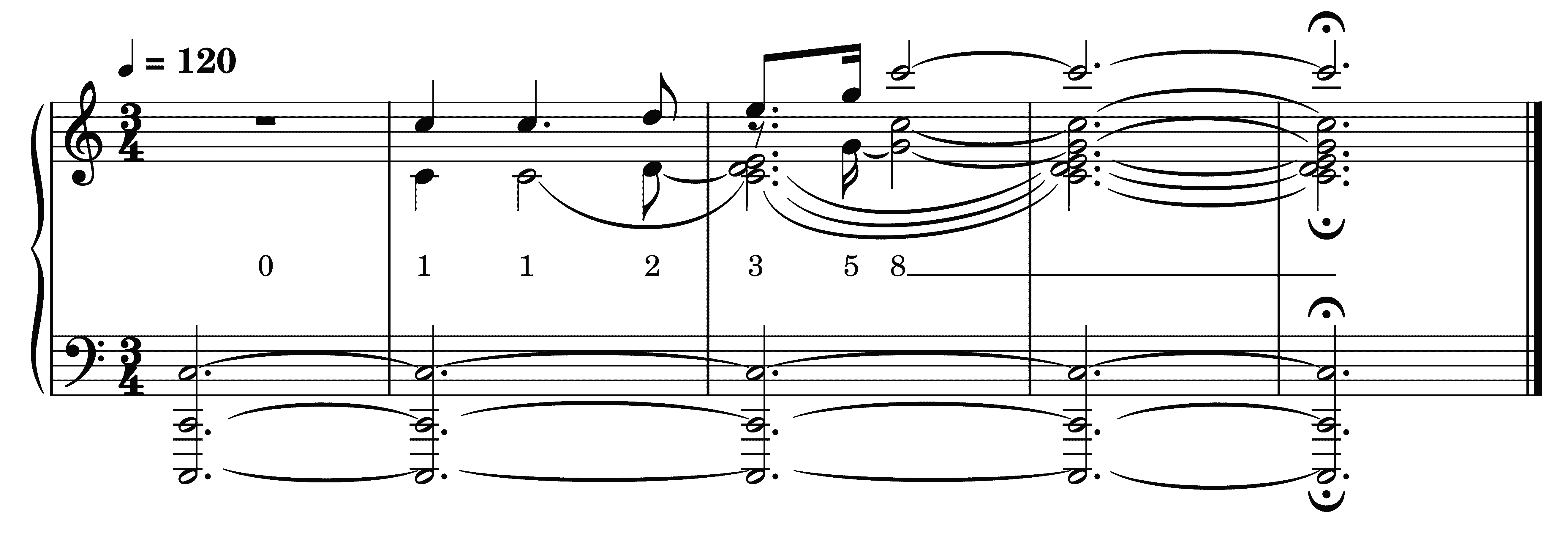
Fibonacci-Jingle für die Podcasts der Berliner Hochschule für Technik. Die ersten sieben Fibonacci-Zahlen als Melodie mit den Tonstufen in der Tonart C-Dur in physikalischer Stimmung (c = 2^{8} Hertz = 256 Hertz) mit reinen Intervallen.
mini|Fibonacci-Jingle für die Podcasts der Berliner Hochschule für Technik

In Kunst und Unterhaltung wird die Fibonacci-Folge als etwas Besonderes, im Medium noch nicht Dagewesenes aufgegriffen. Ihre mathematische Bedeutung bleibt dabei im Hintergrund.
- In der Unterhaltungsmathematik basieren das Schachbrett-Paradoxon und ähnliche geometrische Trugschlüsse auf den Eigenschaften der Fibonacci-Folge.
- Die Künstlerin Hilma af Klint „war fasziniert von geometrischen Mustern. Mathematiker verwenden die Fibonacci-Sequenz, um Spiralformen zu beschreiben, die überall in der Schöpfung erscheinen. Die Nautilusschale ist ein Beispiel für diese logarithmischen Spiralen. Einige entfernte Galaxien sind in erstaunlichen Spiralen angeordnet. Wer kann die Auferstehung der toten Samen erklären – neues Leben im Frühling sprospuzieren? Wer kann die Entfaltung von Farnen ergründen?“[37]
- Das Systemgedicht alfabet (1981) der dänischen Schriftstellerin Inger Christensen basiert auf der Fibonacci-Folge.
- Das Cover des Debütalbums der kanadischen Band The Organ, Grab That Gun, wurde von David Cuesta mithilfe eines auf der Fibonacci-Folge basierenden Rasters entworfen.
- Mario Merz hat sich seit den 1970er Jahren immer wieder mit der Fibonacci-Folge auseinandergesetzt.[38] Seit 1992 hängt im Zürcher Hauptbahnhof seine Lichtskulptur Das philosophische Ei aus roten Neonröhren mit Tieren und Fibonacci-Zahlen. 2001 schuf er in Unna ein Lichtkunst-Objekt, die Fibonacci-Reihe, auf dem Schornstein einer ehemaligen Fabrik.[39] In Zusammenarbeit mit Petra Paffenholz kreierte unter anderem das Kunstwerk „Ziffern im Wald“ auf dem Mönchsberg in Salzburg.[40]
- Der Gesang im Lied Lateralus der Progressive-Metal-Band Tool basiert auf Fibonacci-Zahlen.[41]
- Die Künstlerin Martina Schettina beschäftigt sich in ihren mathematischen Bildern ebenfalls mit den Fibonacci-Zahlen.[42][43]
- Dan Brown verwendet in seinem Thriller The Da Vinci Code (2003) (deutsch: Sakrileg, 2004) die Fibonacci-Folge als geheime Botschaft.
- Im Film π – System im Chaos von Darren Aronofsky, in dem der Protagonist nach dem „Muster der Welt“ in den Kursdaten von Aktien und in der Zahl π sucht, wird die Fibonacci-Folge erwähnt.
- In der Serie Criminal Minds (Staffel 4, Folge 8) entführt ein Killer seine Opfer anhand der Fibonacci-Folge.
- In Lars von Triers Film Nymphomaniac wird im Kapitel 5 – kleine Orgelschule – die Fibonacci-Folge mit einem Bach-Orgelsatz in Verbindung gebracht.
- In dem Videospiel Watch Dogs von Ubisoft, in der Serienkiller-Mission als Zahlen, die an den einzelnen Tatorten der Opfer aufzufinden sind.[44]
- In dem Song What’s Goes? von Die Orsons rappt KAAS die Fibonacci-Folge bis zur Zahl 144.[45]
- Am Kernkraftwerk Leibstadt (CH) ist die Süd-Front des Maschinenhauses mit einer nach rechts progressiv ansteigenden Kurve aus sechs orangen Rechteckelementen bemalt, deren einzelne (aber auch addierte) Höhen der Fibonacci-Folge entsprechen.
- In dem Videospiel Dishonored: Death of the Outsider wird die Fibonacci-Folge als Kombination für einen Banktresor verwendet.
- In dem Manga Jojo’s Bizzare Adventure: Steel Ball Run wird die Fibonacci-Darstellung als Darstellung der Kraft des Protagonisten verwendet.
- In dem Kinderbuch Britta Tausendfuß von Irmela Wendt lernt das Mädchen Britta nach und nach zählen. Zuerst kann sie nur bis 5 zählen. Zum achten Geburtstag ihres Bruders schenkt sie ihm 8 Pferdchen aus Rübenschnitzeln. Als ihr Vater für den Bauernhof einen Traktor mit 13 PS anschafft, zählt sie 13 Gründe auf, warum das Familienpferd trotzdem 13 Mal besser ist. Der Buchtitel kommt daher, dass Britta für Zahlen, die ihr Verständnis übersteigen, einfach tausend sagt.
- Patric Sommerhoff hat die Fibonacci-Folge als Quadrat dargestellt und dabei den Goldenen Schnitt in Gestalt von Graustufen berücksichtigt[46]

Werke mit Fibonacci-Zahlen in Ziffern
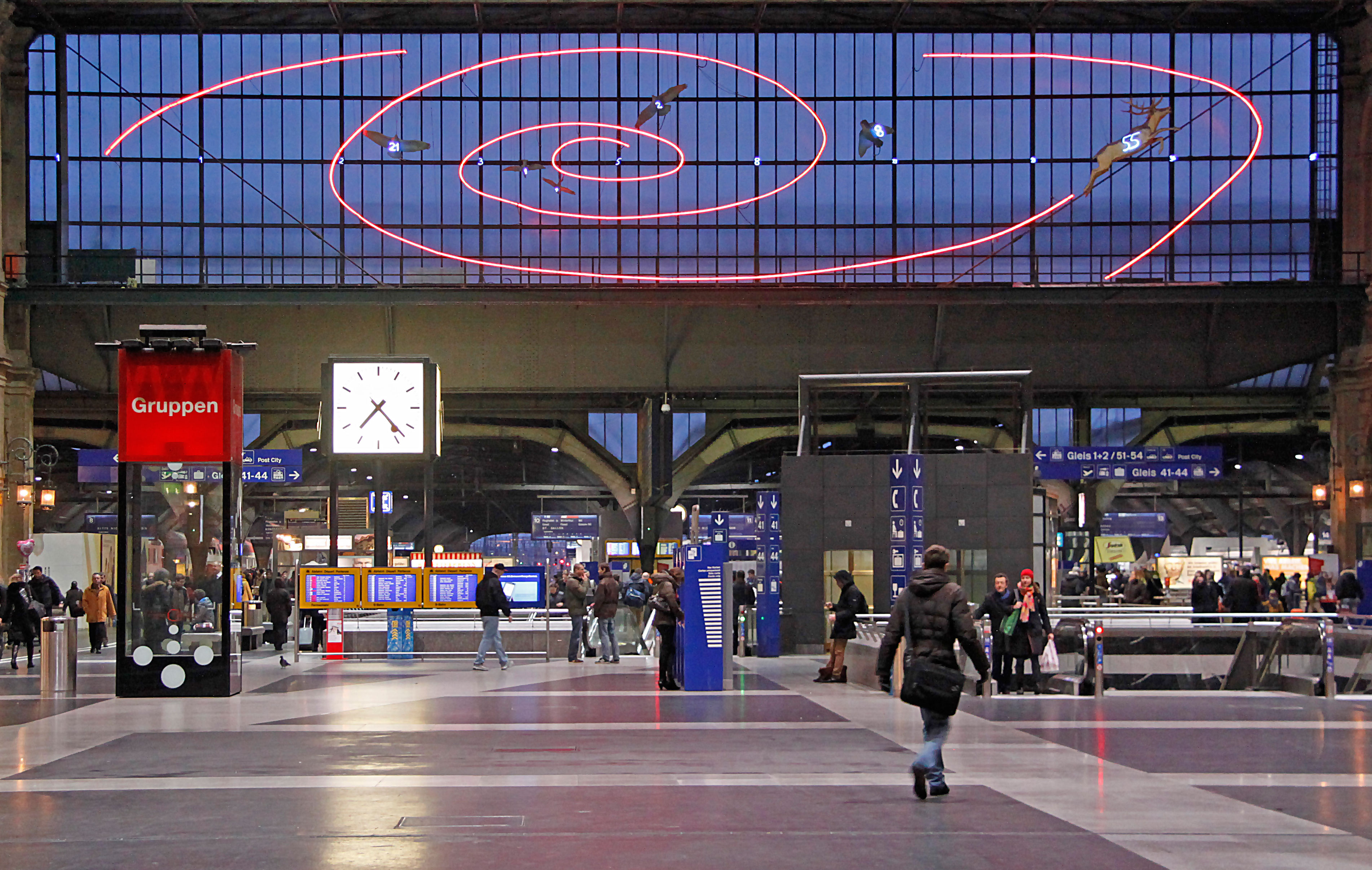
Fibonacci-Zahlen im Zürcher Hauptbahnhof
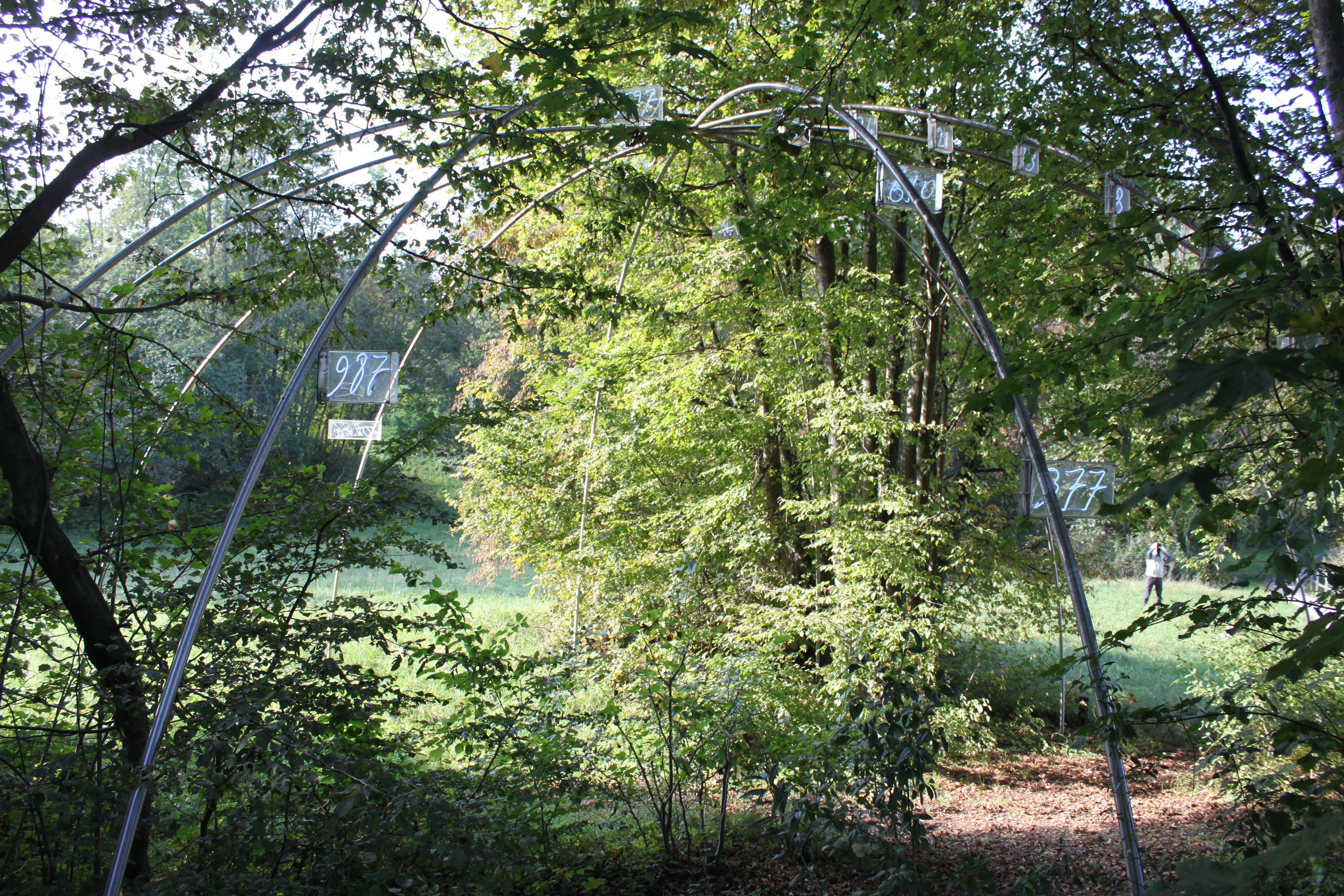
Fibonacci-Zahlen auf dem Mönchsberg in Salzburg
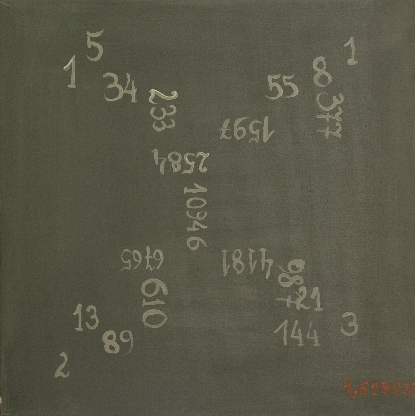
Martina Schettina: Fibonaccis Traum, 2008, 40 cm

Werke mit Verhältnissen in ihren Abmessungen mit Fibonacci-Zahlen
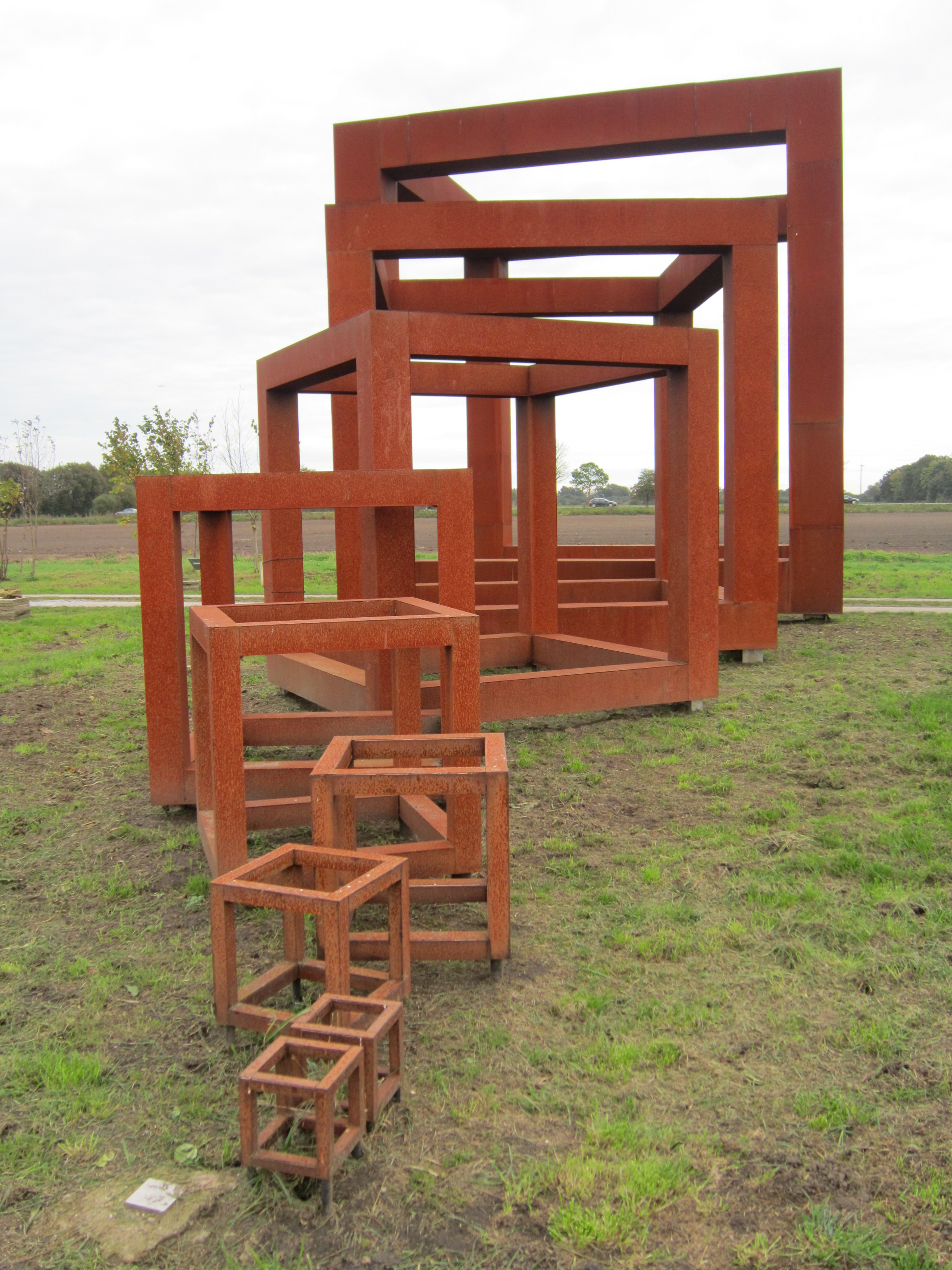
Petra Paffenholz: Fibonacci Cubes, 2014, 1- bis 34-mal 2 dm Kantenlänge
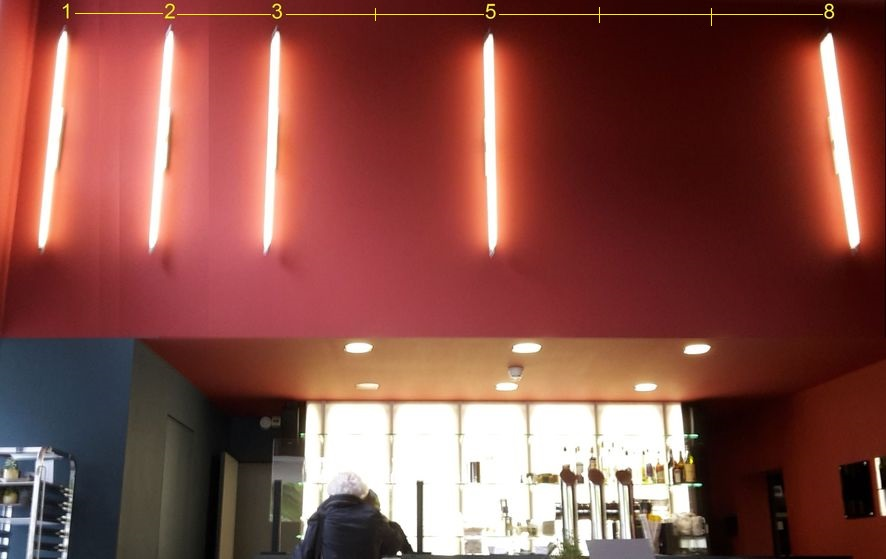
Leuchtröhren im Cafè eines Kunstmuseums, 2019, je eine Leuchte bei Fibonacci-Zahl auf gedachter linearer Skala

## Fibonacci-Datenstrukturen
Die Fibonacci-Folge ist namensgebend für folgende Datenstrukturen, bei deren mathematischer Analyse sie auftritt.
- Fibonacci-Baum
- Fibonacci-Heap

## Verwandte der Fibonacci-Folge
Die Prinzipien der Fibonacci-Folge können auch auf ähnliche Zahlenfolgen angewendet werden. So besteht die Tribonacci-Folge gleichfalls aus aufeinanderaddierten Zahlen. Hierbei werden aber die drei vorangegangenen Zahlen addiert, um die jeweils nächste zu bilden:
{\displaystyle f_{n}=f_{n-1}+f_{n-2}+f_{n-3}}   für   {\displaystyle n\geq 4}
Die ersten Glieder lauten:
0, 1, 1, 2, 4, 7, …
Die Tribonaccizahlen tauchen bei einigen geometrischen Figuren auf.
Genau so, wie die Fibonaccizahlen aus 2 und die Tribonaccizahlen aus 3 Gliedern errechenbar sind, lassen sich die n-Bonaccizahlen (so auch Tetra- und Pentanaccizahlen) aus {\displaystyle n} Gliedern bilden.
Die Stern-Brocot-Folge hat ein ähnliches Bildungsgesetz und weist ähnlich vielfältige mathematische Besonderheiten auf wie die Fibonacci-Folge.